# Canton de Cosne-Cours-sur-Loire
Le canton de Cosne-Cours-sur-Loire est une circonscription électorale française située dans le département de la Nièvre et la région Bourgogne-Franche-Comté.

## Histoire
Créé au XIXe siècle, le canton de Cosne-Cours-sur-Loire est supprimé par le décret du 23 janvier 1985 le scindant entre les cantons de Cosne-Cours-sur-Loire-Sud et Cosne-Cours-sur-Loire-Nord.
Un nouveau découpage territorial de la Nièvre (département) entre en vigueur à l'occasion des élections départementales de 2015. Il est défini par le décret du 18 février 2014, en application des lois du 17 mai 2013 (loi organique 2013-402 et loi 2013-403). Les conseillers départementaux sont, à compter de ces élections, élus au scrutin majoritaire binominal mixte. Les électeurs de chaque canton élisent au Conseil départemental, nouvelle appellation du Conseil général, deux membres de sexe différent, qui se présentent en binôme de candidats. Les conseillers départementaux sont élus pour 6 ans au scrutin binominal majoritaire à deux tours, l'accès au second tour nécessitant 12,5 % des inscrits au 1er tour. En outre la totalité des conseillers départementaux est renouvelée. Ce nouveau mode de scrutin nécessite un redécoupage des cantons dont le nombre est divisé par deux avec arrondi à l'unité impaire supérieure si ce nombre n'est pas entier impair, assorti de conditions de seuils minimaux. Dans la Nièvre, le nombre de cantons passe ainsi de 32 à 17. Le canton de Cosne-Cours-sur-Loire est recréé par ce décret.
Il est formé de Cosne-Cours-sur-Loire et de communes des anciens cantons de Cosne-Cours-sur-Loire-Sud (4 communes) et de Cosne-Cours-sur-Loire-Nord (2 communes). Il est entièrement inclus dans l'arrondissement de Cosne-Cours-sur-Loire. Le bureau centralisateur est situé à Cosne-Cours-sur-Loire.

## Représentation

### Conseillers généraux de 1833 à 1985
| Période | Période      | Identité                                    | Étiquette        | Qualité                                                                                                 |
| ------- | ------------ | ------------------------------------------- | ---------------- | --- |
| 1833    | 1845         | Laurent Louis Frossard des Rivières         |                  | Propriétaire, ancien maire de Cosne (1829-1832)                                                         |
| 1845    | 1848         | Thomas Marlot                               |                  | Président du Tribunal civil de Cosne Conseiller général du Canton de Saint-Amand-en-Puisaye (1833-1839) |
| 1848    | 1852         | Louis-René-Antoine Grangier de La Marinière | Centre gauche    | Propriétaire à Cosne-sur-Loire Député (1848-1849)                                                       |
| 1852    | 1855         | Thomas Marlot                               |                  | Président du Tribunal civil                                                                             |
| 1855    | 1871         | Antoine Richard de Montjoyeux               |                  | Propriétaire du château et Maire d'Annay Député (1858-1868) - Sénateur (1868-1870)                      |
| 1871    | 1883         | Pierre Limet                                | Républicain      | Propriétaire Maire de Cosne-sur-Loire (1870-1874 et 1878-1884)                                          |
| 1883    | 1887 (décès) | Charles Ferdinand Gambon                    | Socialiste       | Avocat puis magistrat Député (1848-1849, 1871 et 1882-1885)                                             |
| 1887    | 1889         | François-Henri Jolivet                      |                  | Avoué, propriétaire à Cosne-sur-Loire                                                                   |
| 1889    | 1895         | Claude Goujat                               | Rad. -Socialiste | Avoué à Château-Chinon Député (1893-1910)                                                               |
| 1895    | 1907         | Louis Henri Constant Pontaut                | Rad.             | Propriétaire et conseiller municipal de Cosne-sur-Loire                                                 |
| 1907    | 1925 (décès) | Émile Moineau (1870-1925)                   | RG               | Médecin à Cosne-sur-Loire                                                                               |
| 1925    | 1940         | Jules Moineau (fils du précédent)           | RG-Soc.ind.      | Médecin à Cosne-sur-Loire                                                                               |
|         |              |                                             |                  | |
| 1945    | 1970         | Jacques Gadoin                              | RGR puis DVD     | Ancien Sous-Préfet Maire de Cosne-sur-Loire (1953-1971) Sénateur (1946-1965)                            |
| 1970    | 1982         | Jacques Huyghues des Étages                 | DVG puis PS      | Médecin Député (1973-1986 et 1988-1993) Maire de Cosne-Cours-sur-Loire (1977-1989)                      |
| 1982    | 1985         | Jacqueline Rostain                          | PS               | Chef d'entreprise à Cosne-sur-Loire Elue en 1985 dans le Canton de Cosne-Cours-sur-Loire-Nord           |

### Conseillers d'arrondissement (de 1833 à 1940)
Le canton de Cosne avait trois conseillers d'arrondissement.
| Période                                  | Période      | Identité                                      | Étiquette                   | Qualité |
| ---------------------------------------- | ------------ | --------------------------------------------- | --------------------------- | --- |
| 1833                                     | 1839         | Jean Jacques Auboué                           |                             | Maire de Cosne (1832-1837)                                                                                  |
| 1833                                     | 1833         | Jean Gaspard Frottier (1772-1838)             |                             | Négociant à Cosne                                                                                           |
| 1833                                     | 1839         | Pierre Paultre (1797-1849)                    |                             | Notaire à Saint-Vérain, propriétaire à Bitry                                                                |
| 1833                                     | 1842         | Claude Guillaume Guillerault                  |                             | Président du Tribunal civil de Saint-Amand-en-Puisaye                                                       |
| 1839                                     | 1842         | M. Prévost                                    |                             | Propriétaire à Cosne                                                                                        |
| 1839                                     | 1842         | Armand Chenou                                 |                             | Propriétaire à Saint-Amand-en-Puisaye                                                                       |
| 1842                                     | 1861         | Jules Moineau (1797-1882)                     |                             | Notaire, propriétaire, maire de Cosne (1837-1846)                                                           |
| 1842                                     | 1848         | M. Sochet                                     |                             | Juge d'instruction au Tribunal de Cosne                                                                     |
| 1842                                     | 1848         | Edmé Prudent Morisset (1817-1888)             |                             | Propriétaire à Dompierre-sur-Nièvre                                                                         |
|                                          |              |                                               |                             | |
| 1855                                     |              | Antoine Augustin Bichier des Ages (1801-1882) |                             | Ancien substitut du Procureur du Roi, maire de Cosne (1857-1870)                                            |
|                                          |              |                                               |                             | |
|                                          |              | M. Marlot                                     |                             | |
| 1880                                     | 1883         | Jean-Baptiste Aton                            |                             | Négociant, maire de Neuvy-sur-Loire                                                                         |
| 1880                                     | 1883         | M. Millet                                     |                             | |
| 1883                                     | 1895         | Pierre Boutrou                                | Républicain Radical         | Viticulteur, adjoint au maire de Saint-Père                                                                 |
| 1883                                     | 1910         | Alexandre Paris (1828-1912)                   | Républicain puis Socialiste | Vigneron, adjoint au maire de Neuvy-sur-Loire (maire de 1898 à 1904)                                        |
| 1889                                     |              | Pierre Roblin                                 | Républicain                 | Tonnelier, maire d'Alligny-Cosne                                                                            |
| 1895                                     |              | Émile Grégoire Bonnard                        | Républicain                 | Agriculteur, maire de Cours                                                                                 |
| 1898                                     |              | Pierre Boutrou                                | Radical                     | Viticulteur à Saint-Père                                                                                    |
| 1910                                     | 1919         | M. Narcy                                      | Républicain                 | |
| 1910                                     | 1919         | Victor Guiblain                               | Républicain                 | Agriculteur, maire d'Annay                                                                                  |
| 1919                                     | 1928         | Charles Mabilat                               | Droite                      | Industriel à Myennes                                                                                        |
| 1919                                     | 1934         | Georges Lemaire                               | Droite                      | Médecin à Cosne-sur-Loire                                                                                   |
| 1928                                     | 1931 (décès) | Auguste Langer                                | SFIO                        | Plâtrier, maire de Neuvy-sur-Loire (1925-1931)                                                              |
| 1931                                     | 1940         | Charles Mabilat                               | URD                         | Industriel à Myennes                                                                                        |
| 1934                                     | 1940         | Albert Narcy                                  | Républicain indépendant     | Maire de Saint-Père                                                                                         |
| 1940                                     |              |                                               |                             | Les conseils d'arrondissement ont été suspendus par la loi du 12 octobre 1940 et n'ont jamais été réactivés |
| Les données manquantes sont à compléter. |              |                                               |                             | |

### Conseillers départementaux depuis 2015
| Période élective | Période élective | Mandat | Mandat   | Identité         | Nuance | Nuance | Qualité |
| ---------------- | ---------------- | ------ | -------- | ---------------- | ------ | ------ | --- |
| 2015             | 2021             | 2015   | 2021     | Anne-Marie Chêne |        | DVD    | Inspectrice des finances publiques Adjointe au maire de Myennes                                                                              |
| 2015             | 2021             | 2015   | 2021     | Michel Veneau    |        | DVD    | Agriculteur retraité Maire de Cosne-Cours-sur-Loire (2014-2020) Ancien conseiller général du Canton de Cosne-Cours-sur-Loire-Sud (2001-2015) |
| 2021             | 2028             | 2021   | en cours | Anne-Marie Chêne |        | DVD    | Conseillère sortante, conseillère municipale de Myennes                                                                                      |
| 2021             | 2028             | 2021   | en cours | Franck Michot    |        | DVD    | Attaché de direction à la centrale de Belleville-sur-Loire, conseiller municipal de Cosne-Cours-sur-Loire                                    |

### Résultats détaillés

#### Élections de mars 2015
À l'issue du 1er tour des élections départementales de 2015, deux binômes sont en ballottage : Anne-Marie Chêne et Michel Veneau (UMP, 36,45 %) et Danièle Pacault et Thomas Rolland (FN, 30,62 %). Le taux de participation est de 50,7 % (5 747 votants sur 11 335 inscrits) contre 53,03 % au niveau départemental et 50,17 % au niveau national.
Au second tour, Anne-Marie Chêne et Michel Veneau (UMP) sont élus avec 61,8 % des suffrages exprimés et un taux de participation de 52,27 % (3 227 voix pour 5 925 votants et 11 335 inscrits).

#### Élections de juin 2021
Le premier tour des élections départementales de 2021 est marqué par un très faible taux de participation (33,26 % au niveau national). Dans le canton de Cosne-Cours-sur-Loire, ce taux de participation est de 30,34 % (3 188 votants sur 10 506 inscrits) contre 34,28 % au niveau départemental. À l'issue de ce premier tour, deux binômes sont en ballottage : Anne-Marie Chene et Franck Michot (DVC, 42,25 %) et Dominique Coupé et David Marie (RN, 30,39 %).
Le second tour des élections est marqué une nouvelle fois par une abstention massive équivalente au premier tour. Les taux de participation sont de 34,36 % au niveau national, 37,18 % dans le département et 34,25 % dans le canton de Cosne-Cours-sur-Loire. Anne-Marie Chene et Franck Michot (DVC) sont élus avec 67,14 % des suffrages exprimés (2 235 voix pour 3 600 votants et 10 510 inscrits),,. 

## Composition

### Composition avant 1985
Le canton était composé de neuf communes :
- Alligny-Cosne
- Annay
- La Celle-sur-Loire
- Cosne-Cours-sur-Loire
- Myennes
- Neuvy-sur-Loire
- Pougny
- Saint-Loup
- Saint-Père

### Composition depuis 2015
Le canton de Cosne-Cours-sur-Loire comprend désormais sept communes.
| Nom                                           | Code Insee | Intercommunalité | Superficie (km2) | Population (dernière pop. légale) | Densité (hab./km2) | Modifier                                    |
| --------------------------------------------- | ---------- | ---------------- | ---------------- | --------------------------------- | ------------------ | ------------------------------------------- |
| Cosne-Cours-sur-Loire (bureau centralisateur) | 58086      | CC Cœur de Loire | 53,30            | 9 786 (2022)                      | 184                | modifier les données · modifier les données |
| Alligny-Cosne                                 | 58002      | CC Cœur de Loire | 34,41            | 922 (2022)                        | 27                 | modifier les données · modifier les données |
| La Celle-sur-Loire                            | 58044      | CC Cœur de Loire | 21,17            | 786 (2022)                        | 37                 | modifier les données · modifier les données |
| Myennes                                       | 58187      | CC Cœur de Loire | 7,40             | 536 (2022)                        | 72                 | modifier les données · modifier les données |
| Pougny                                        | 58213      | CC Cœur de Loire | 19,19            | 473 (2022)                        | 25                 | modifier les données · modifier les données |
| Saint-Loup-des-Bois                           | 58251      | CC Cœur de Loire | 17,28            | 463 (2022)                        | 27                 | modifier les données · modifier les données |
| Saint-Père                                    | 58261      | CC Cœur de Loire | 17,09            | 1 047 (2022)                      | 61                 | modifier les données · modifier les données |
| Canton de Cosne-Cours-sur-Loire               | 5805       |                  | 169,84           | 14 013 (2022)                     | 83                 | modifier les données                        |

## Démographie
En 2022, le canton comptait 14 013 habitants, en évolution de −2,73 % par rapport à 2016 (Nièvre : −3,28 %, France hors Mayotte : +2,11 %).
| 2013   | 2018   | 2022   |
| ------ | ------ | ------ |
| 15 034 | 13 991 | 14 013 |